# Armando Gallegos
David Armando Gallegos Cortés (Torreón, Coahuila; 29 de diciembre de 1986) es un futbolista mexicano que juega como defensa.

## Trayectoria
Jugador de la cantera del Santos dentro de esos jugadores de poca experiencia integraban el primer equipo lagunero jugadores de talla como Rafael Grimaldo; José Antonio Olvera; Rafael Figueroa; Rogelio López entre otros una época difícil para el equipo dirigido por Eduardo de la Torre Menchaca donde había poco presupuesto y por malas campañas amenazaba el descenso.

### Clubes
| Club                | País                | Año         | Partidos | Goles | Media |
| ------------------- | ------------------- | ----------- | -------- | ----- | ----- |
| Santos Laguna       | México              | 2004 - 2007 | 35       | 0     | 0     |
| Santos Laguna A     | México              | 2006 - 2007 | 5        | 0     | 0     |
| Tijuana             | México              | 2007        | 11       | 1     | 0.09  |
| Total en su carrera | Total en su carrera | 2004 - 2007 | 52       | 1     | 0.02  |

#### Estadísticas
La siguiente tabla detalla los encuentros disputados y los goles marcados en los clubes en los que ha militado.
| C. Santos Laguna · México               | 1.ª                 |                     |    |   |   |   |   |   |    |   |
| C. Santos Laguna · México               | 1.ª                 | 2004-05             | 6  | 0 | 1 | 0 | - | - | 7  | 0 |
| C. Santos Laguna · México               | 1.ª                 | 2005-06             | 18 | 0 | - | - | - | - | 18 | 0 |
| C. Santos Laguna · México               | 1.ª                 | 2006-07             | 10 | 0 | - | - | - | - | 10 | 0 |
| C. Santos Laguna · México               | 1.ª                 | Total               | 34 | 0 | 1 | 0 | - | - | 35 | 0 |
| Santos Laguna A · México                | 2.ª                 | 2006-07             | 5  | 0 | - | - | - | - | 5  | 0 |
| Santos Laguna A · México                | 2.ª                 | Total               | 5  | 0 | - | - | - | - | 5  | 0 |
| C. Tijuana · México                     | 2.ª                 | 2007                | 11 | 1 | - | - | - | - | 11 | 1 |
| C. Tijuana · México                     | 2.ª                 | Total               | 11 | 1 | - | - | - | - | 11 | 1 |
| Total en su carrera                     | Total en su carrera | Total en su carrera | 51 | 1 | 1 | 0 | - | - | 52 | 1 |
| (1)Incluye datos de la InterLiga (2005) |                     |                     |    |   |   |   |   |   |    |   |